# جینیوالدو فرانسیسکو دوس سانتوس
جینیوالدو فرانسیسکو دوس سانتوس (به پرتغالی: Genivaldo Francisco dos Santos) هافبک اهل برزیل است که در شهر São Miguel dos Campos و در تاریخ ۱۱ فوریهٔ ۱۹۸۰ به دنیا آمده‌است.
جینیوالدو فرانسیسکو دوس سانتوس در تیم‌های فوتبال باشگاه فوتبال سنترو اسپورتیوو آلاگوانو سابقهٔ حضور دارد.